# Arne Adelsohn
Arne Adelsohn, född den 8 augusti 1899 i Karlstad, död den 19 januari 1986 i Stockholm, var en svensk jurist. Han var bror till Harald och Oskar Adelsohn.
Adelsohn avlade studentexamen 1917 och juris kandidatexamen vid Stockholms högskola 1921. Han genomförde tingstjänstgöring och var biträdande stadsombudsman i Örebro 1923–1926. Adelsohn påbörjade sin tjänsrgöring i Svea hovrätt 1926, blev tillförordnad fiskal där 1929, adjungerad ledamot 1931, assessor 1934, tillförordnad revisionssekreterare 1937, hovrättsråd 1939 och vice ordförande på avdelning 1948. Han var lagman i Svea hovrätt 1956–1966. Adelsohn blev riddare av Nordstjärneorden 1942, kommendör av samma orden 1957 och kommendör av första klassen 1966. Han vilar på Ruds kyrkogård i Karlstad.